# Untere Schwegelalm
Die Untere Schwegelalm ist eine aufgelassene Alm auf der Reiter Alm auf dem Gebiet der Gemeinde Ramsau. Der Kaser, Kaltbach-Kaser, der Alm fiel 1948 der von Forstmeister Küßwetter angestifteten Brandstiftungsserie zum Opfer.

## Lage
Die Untere Schwegelalm befindet sich in der Nähe des Wachterlsteigs westlich oberhalb der Schwarzbachwacht zwischen Bärenkareck und Zirbeneck. Die Obere Schwegelalm liegt in nordwestlicher Richtung.

## Bauten
Der Bauer des Kaltbachlehens hatte vom Forstamt 1947 die Zustimmung zur Errichtung eines Kasers für 16 Stück Vieh erhalten. Später suchte er auch um die Genehmigung zum Milchausschank an. Zwischen 24. Mai und 7. Juni 1948, der Kaser befand sich noch im Rohbau, führte ein Jäger auf Veranlassung durch Forstmeister Georg Küßwetter die Brandstiftung aus. Der Kaser brannte weitgehend ab. Heute befinden sich auf der Unteren Schwegelalm keine Gebäude mehr.

## Heutige Nutzung
Die Alm ist aufgelassen und die Almlichte zugewachsen. Die Waldweiden der Reiter Alm werden jedoch noch als ein großes, zusammenhängendes Weidegebiet bestoßen.